# Жеґота
Жеґота (пол. Żegota; Рада допомоги євреям на окупованій території Польщі, 1942–1945) — підпільна організація з порятуноку євреїв, створена Польським урядом у вигнанні. На чолі його стояла Зофія Коссак-Щуцька. Інший видатний діяч цієї організації — Ірена Сендлер. Із «Жеґотою» тісно співпрацював також відомий журналіст та католицький письменник Ян Добрачинський.
Поряд із діячами Жеґоти у Польщі було страчено понад 2 000 осіб, які рятували чи допомагали євреям.

## Назва
Кодове ім'я Конрад Жеґота, вигадане Зофією Коссак-Щуцькою, походить від імен двох змовників з третьої частини «Дзядів».

## Поява
У грудні 1941 року німці розпочали акції масового знищення єврейського населення в концтаборах (так звана «Операція Рейнгард»). 22 липня 1942 року почалася депортація єврейського населення з Варшавського гетто до табору знищення Треблінка.
Єврейська референтура у відділі інформації Бюро інформації та пропаганди штабу Армії Крайової систематично збирала інформацію про долю польських євреїв ще з 1941 року. Цим займалися Станіслав Гербст, Людвік Відершал і Генрик Волінський (голова Реферату), а керував роботою керівник Інформаційного відділу Єжи Маковецький. Допомога євреям у цей період була спонтанною, не організованою.
11 серпня 1942 року, під час депортації євреїв з Варшавського гетто до концентраційних таборів, польська письменниця Зофія Коссак-Щуцька, яка на той час була президентом Фронту Відродження Польщі (продовження довоєнної Католицької Акції), виступила з публічним зверненням проти переслідування євреїв під назвою «Протест!». У ньому висловлювалася рішуча незгода польських католицьких кіл з Голокостом євреїв, що відбувався на території окупованої Польщі. Протест був опублікований конспіративно тиражем 5 000 примірників.
27 вересня 1942 року було створено Тимчасовий комітет допомоги євреям ім. Конрада Жеґоти, заснований Зофією Коссак-Щуцькою та Вандою Крахельською-Філіпович. 4 грудня 1942 року його замінила Рада допомоги євреям при Урядовому представництві в Польщі[5]. Коссак-Щуцька зрештою не стала членом створеної 4 грудня РПЄ. Вона вважала, що організацією повинні керувати виключно поляки, а не спільно поляки та євреї. Вона також стверджувала, що кращою формою допомоги є спонтанна допомога, без організаційної суворості.

## Склад ради
Першим головою Ради став Юліан Гробельний, політик Польської соціалістичної партії; його заступниками - Тадеуш Рек, який представляв Польську селянську партію, і Леон Файнер з Бунду. Членами президії Ради стали: Марек Фердинанд Арчинський від Демократичної партії, Владислав Бартошевський від Фронту відродження Польщі, Адольф Берман від Єврейського національного комітету (секретар), Емілія Гіжова від Демократичної партії, Вітольд Беньковський від урядової делегації, Іґнацій Барський від ФВП та Пьотр Ґаєвський від Робітничої партії польських соціалістів.
У березні 1943 року Вітольд Беньковський, псевдонім «Венцький», був призначений єврейським референтом в Урядовій делегації для Польщі. Владислав Бартошевський став його заступником у цій референтурі. До завдань цього підрозділу входило забезпечення Ради коштами для операцій з надання допомоги та надсилання звітів до уряду в Лондоні.

### Президенти
- Юліан Гробельний (Польська соціалістична партія - Свобода, рівність, незалежність) до лютого 1944 р.
- Роман Яблоновський (неурядовий) травень-липень 1944
- Леон Файнер (Бунд) листопад 1944 - січень 1945

## Діяльність
Німецьке окупаційне законодавство в Польщі передбачало смертну кару для тих, хто переховував євреїв, тому знайти для них притулок було нелегко. Рада надавала п'ять видів допомоги - легалізацію (наприклад, отримання свідоцтв про хрещення), фінансову, житлову, медичну та дитячу допомогу (допомога єврейським дітям).
Дітей часто переховували у прийомних сім'ях, державних дитячих будинках та інших подібних установах. Сім'ї, які переховували дітей, отримували кошти на їх утримання. У Варшаві дитяче бюро «Жеґота», яке з осені 1943 року очолювала Ірена Сендлерова, надало допомогу близько 2 500 єврейським дітям. 
| Кількість людей, яким була надана допомога | Де вона була прихована                                |
| ------------------------------------------ | ----------------------------------------------------- |
| 1300                                       | Польські сім'ї                                        |
| 500                                        | Заклади, якими опікувалися релігійні громади          |
| 500                                        | Заклади Центральної ради добробуту                    |
| 200                                        | Муніципальний притулок у будинку преподобного Бодуена |
| 100                                        | У партизанів (підліткі 15-16 років)                   |

У співпраці з релігійними громадами, зокрема Маріанами та Урсуланами, «Жеґота» забезпечувала євреїв католицькими свідоцтвами про хрещення, які допомагали їм виживати. За потреби виготовлялися також фальшиві кенкарти, свідоцтва про шлюб, посвідчення про роботу тощо. Загалом євреям було видано близько 50 000 фальшивих документів. Документи видавалися безкоштовно, а їхня ціна на чорному ринку була дуже високою. Це була дуже важлива форма допомоги.
Рада також надавала фінансову допомогу, цифри фінансової допомоги є наступними.
| Період                 | Кількість осіб, яким була надана допомога | МІсце              |
| ---------------------- | ----------------------------------------- | ------------------ |
| Січень-лютий 1943 р.   | 200-300                                   | Варшава            |
| Червень 1943 р         | 1000                                      | Варшава            |
| Жовтень 1943 р.        | 1000-1500                                 | Варшава та околиці |
| Січень-червень 1944 р. | 3000-4000                                 | Варшава та околиці |

Важливим аспектом діяльності «Жеґоти» була медична допомога. Зазвичай вона полягала у втручанні лікаря в місці, де переховувалася людина. Євреї, які переховувалися, уникали виходів зі своїх помешкань через страх бути впізнаними шантажистами чи німцями. З цієї причини навіть складні хірургічні операції доводилося проводити в підпільних, домашніх умовах. Щоб організувати допомогу, представники «Жеґоти» зв'язалися з представниками Комітету демократичних і соціалістичних лікарів «Ковенант» - організації лікарів, які допомагали пораненим членам Армії Крайової та євреям. Людвіг Ростковський прийняв на себе керівництво кабінетом лікарів Жеготи.
За оцінками активістів Ради, до початку Варшавського повстання у серпні 1944 року діяльністю «Жеґоти» (принаймні однією з форм допомоги: легалізацією, фінансовою, житловою, медичною чи дитячою) було охоплено 40-50 тис. осіб на території Генеральної Губернії.
Діяльність «Жеґоти» на 90% фінансувалася з коштів, отриманих зі скарбниці урядової делегації, 10% коштів надходило від єврейських організацій (Бунду та Єврейського національного комітету). Кошти з державної скарбниці частково надходили з грантів, отриманих від єврейських міжнародних організацій. Були також ситуації, коли єврейські міжнародні організації субсидували «Жеґоту» напряму, оминаючи державну скарбницю. Всі гроші, надані урядом в еміграції або іноземними організаціями, доставлялися повітряними десантами, які підбирали загони Армії Крайової. Це було небезпечно. Частину грошей перехоплювали німці.

## Пам'ять

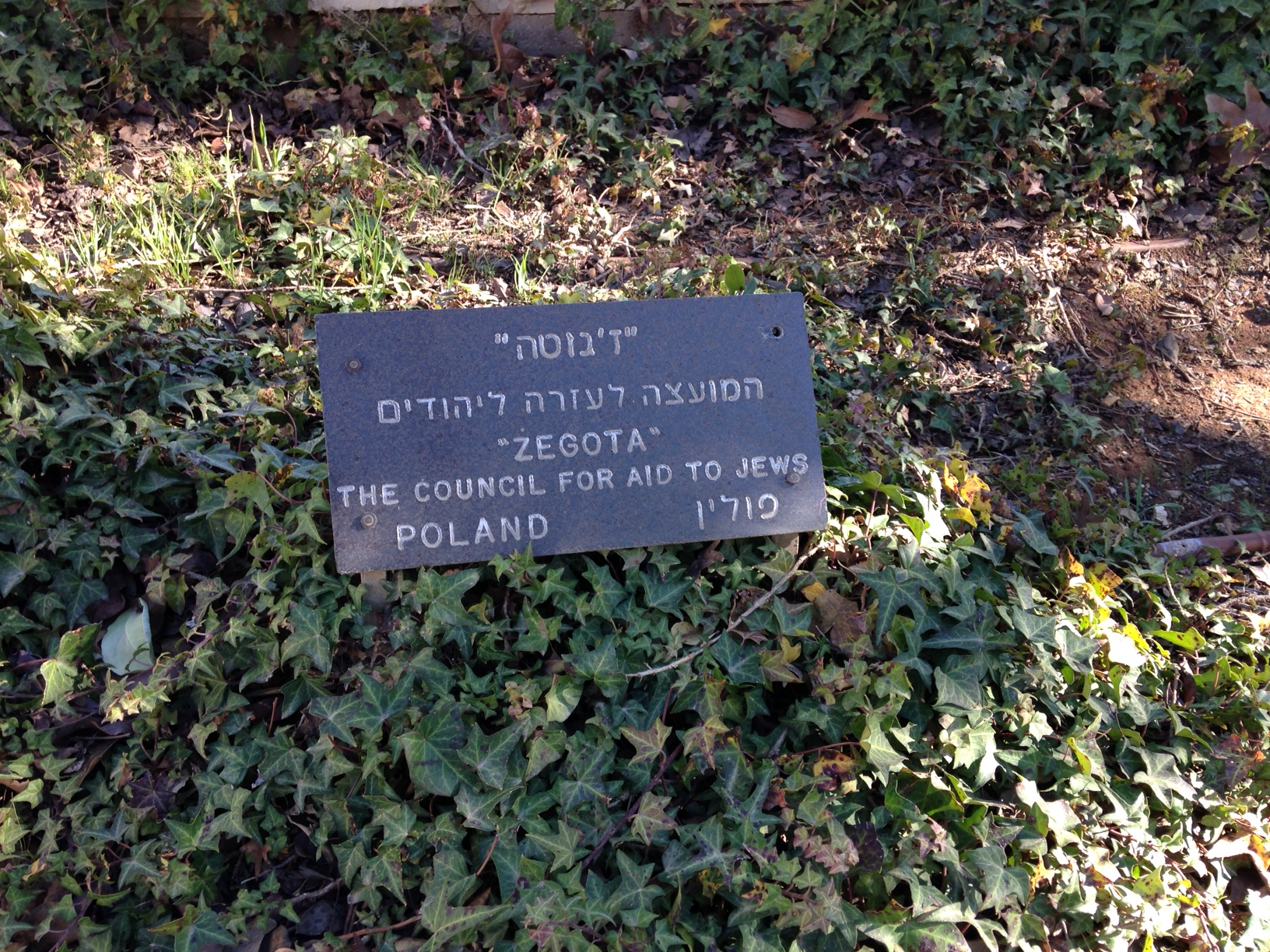
На честь «Жеґоти» в 1963 році було посаджено дерево в Алеї Праведників інститутом Яд Вашем. Єрусалим
- У 1995 році у Варшаві було відкрито меморіал «Жеґоти»
- У 2009 році Національний банк Польщі випустив пам'ятну монету в 2 злотих[4]  - Меморіальна дошка, присвячена Жеґоті, на Алеї Праведників у Яд Вашем в Єрусалимі